# 코바르

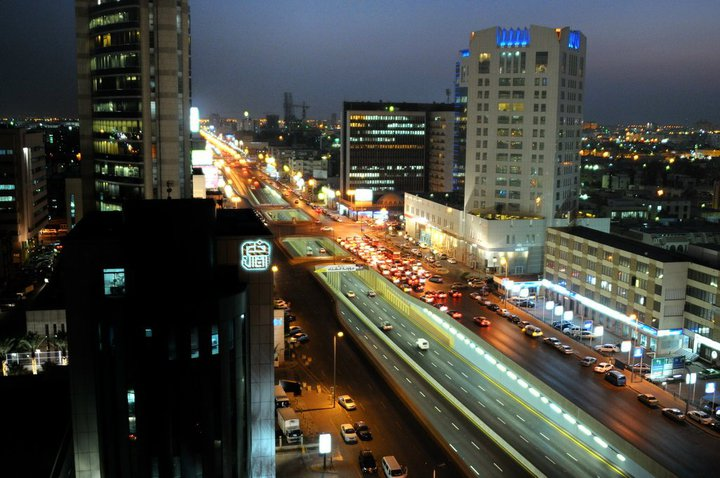

코바르(아랍어: الخبر)는 사우디아라비아 동부주의 도시로, 인구는 360,000명(2009년 기준)이다. 다란(사우디 아람코의 본사가 위치한 도시), 담맘과 함께 광역 도시권을 구성하며 바레인을 연결하는 킹 파흐드 대교(길이 26km)가 지나간다.

## 같이 보기
- 동부주 (사우디아라비아)
- 담맘
- 다란
- 킹 파흐드 코즈웨이